# Billy Strayhorn Trio
Billy Strayhorn Trio è un album del trio di Billy Strayhorn comprendente Duke Ellington, pubblicato dalla Mercer Records nel 1951 (su LP da 10").
I brani sono frutto di due distinte registrazioni effettuate a distanza di poco tempo l'una dall'altra, con due diversi contrabbassisti.
In seguito i pezzi contenuti in quest'album saranno ripresi in pubblicazioni successive sia a nome di Duke Ellington, sia dello stesso Billy Strayhorn (ad esempio nell'album Great Times!).

## Tracce
Lato A
1. Cotton Tail – 2:51 (Duke Ellington) – Registrato il 3 ottobre 1950 a New York
2. C Jam Blues – 2:54 (Duke Ellington) – Registrato il 3 ottobre 1950 a New York
3. Flamingo – 2:56 (Edmund Anderson, Ted Grouya) – Registrato il 3 ottobre 1950 a New York
4. Bang-Up Blues – 3:04 (Duke Ellington) – Registrato il 3 ottobre 1950 a New York

Durata totale: 11:45
Lato B
1. Tonk – 2:55 (Duke Ellington, Billy Strayhorn) – Registrato nel novembre del 1950 a New York
2. Johnny Come Lately – 2:56 (Billy Strayhorn) – Registrato nel novembre del 1950 a New York
3. In a Blue Summer Garden – 4:02 (Billy Strayhorn, Duke Ellington) – Registrato nel novembre del 1950 a New York
4. Great Times – 2:52 (Duke Ellington) – Registrato nel novembre del 1950 a New York

Durata totale: 12:45

## Musicisti
Cotton Tail / C Jam Blues / Flamingo / Bang-Up Blues
- Billy Strayhorn – pianoforte
- Duke Ellington – pianoforte
- Wendell Marshall – contrabbasso

Tonk / Johnny Come Lately / In a Blue Summer Garden / Great Times
- Billy Strayhorn – pianoforte
- Duke Ellington – pianoforte
- Joe Shulman – contrabbasso